# Neil Cochran
Neil Cochran, né le 12 avril 1965 à Torphins, est un nageur britannique.

## Carrière
Neil Cochran participe aux Jeux olympiques d'été de 1984 à Los Angeles et remporte la médaille de bronze dans l'épreuve du 200 m 4 nages ainsi que la médaille de bronze dans l'épreuve du 4 × 200 m nage libre avec Andrew Astbury, Paul Howe et Paul Easter.

## Palmarès

### Championnats d'Europe
- Championnats d'Europe 1987 à Schiltigheim (France) :
  -  Médaille d'argent du relais 4 × 100 m 4 nages.